# Єнбек (Жамбильський район)
Єнбе́к (каз. Еңбек) — село у складі Жамбильського району Жамбильської області Казахстану. Входить до складу Колькайнарського сільського округу.
Населення — 560 осіб (2021; 599 у 2009, 528 у 1999, 518 у 1989).